# Rua Peixoto Gomide
A Rua Peixoto Gomide é uma das principais vias do Jardim Paulista, bairro da cidade de São Paulo. Seu nome é uma homenagem a Francisco de Assis Peixoto Gomide, presidente do estado de São Paulo de 1897 a 1898.
Em 1906 Peixoto Gomide suicidou-se logo após matar a filha Sofia, de 22 anos, com um tiro no peito.
Nela se encontra o Hospital Nove de Julho.
A Paróquia do Divino Espirito Santo, localizada na Rua Frei Caneca, dá fundos para esta via.